# Philipp Degen
Philipp Degen (Liestal, 15 februari 1983) is een Zwitsers betaald voetballer die bij voorkeur in de verdediging speelt. Zijn tweelingbroer David Degen is ook betaald voetballer en meervoudig international en bovendien ploeggenoot bij FC Basel. Hij heeft een Nederlandse moeder.

## Clubcarrière
Degens profloopbaan begon in het seizoen 2001-'02 bij FC Basel, waar hij de jeugdopleiding afmaakte. Hij speelde er van 2001 tot medio 2005 voor de hoofdmacht. Hij werd met de club in 2004 en 2005 Zwitsers landskampioen en won daarmee in 2003 de nationale beker.
Hij tekende in juli 2008 een vierjarig contract bij Liverpool FC, dat hem transfervrij overnam van Borussia Dortmund. Liverpool verhuurde Degen in augustus 2010 voor één seizoen aan VfB Stuttgart. Nadat Degen in de zomer van 2011 zonder club kwam te zitten werd hij halverwege seizoen 2011/2012 opgepikt door jeugdliefde FC Basel, waar hij een contract tot - in eerste instantie - het einde van het seizoen tekende.
Op 1 december 2010 schreven zijn broer David en hij historie door als eerste tweeling tegenover elkaar te staan in het Europese voetbal. David stapte als grote winnaar van het veld. Hij opende in Bern de score voor BSC Young Boys in de wedstrijd tegen VfB Stuttgart, dat al zeker was van de tweede ronde. Young Boys won uiteindelijk met 4-2 en omdat Odense BK en Getafe gelijkspeelden met 1-1, overwinterde de club uit Zwitserland eveneens. In Europees verband kruisten al wel drie keer eerder twee broers de degens. Erwin en Ronald Koeman waren in 1988 de eersten. De broedertwist werd gewonnen door Erwin, want KV Mechelen pakte de Europese Supercup ten koste van PSV.

## Statistieken
| Seizoen | Club                   | Competitie     | Wedstrijden | Doelpunten |
| ------- | ---------------------- | -------------- | ----------- | ---------- |
| 2001/02 | FC Basel               | Super League   | 3           | 0          |
| 2002/03 | FC Basel               | Super League   | 16          | 0          |
| 2003/04 | FC Basel               | Super League   | 33          | 4          |
| 2004/05 | FC Basel               | Super League   | 31          | 0          |
| 2005/06 | Borussia Dortmund      | Bundesliga     | 31          | 1          |
| 2006/07 | Borussia Dortmund      | Bundesliga     | 27          | 0          |
| 2007/08 | Borussia Dortmund      | Bundesliga     | 11          | 0          |
| 2008/09 | Liverpool              | Premier League | 0           | 0          |
| 2009/10 | Liverpool              | Premier League | 7           | 0          |
| 2010/11 | → VfB Stuttgart (huur) | Bundesliga     | 5           | 0          |
| 2011/12 | FC Basel               | Super League   | 9           | 1          |
| 2012/13 | FC Basel               | Super League   | 21          | 3          |
| 2013/14 | FC Basel               | Super League   | 20          | 3          |
| 2014/15 | FC Basel               | Super League   | 18          | 0          |
| 2015/16 | FC Basel               | Super League   | 2           | 0          |

## Interlandcarrière
Op 9 februari 2005 debuteerde Degen in de oefenwedstrijd tegen de Verenigde Arabische Emiraten in het Zwitsers voetbalelftal, waarvoor hij meer dan 25 interlands speelde. Hij viel in de rust in voor verdediger Bernt Haas.

## Erelijst
FC Basel
- Kampioen Super League

2001/02, 2003/04, 2004/05, 2011/12, 2012/13, 2013/14, 2014/15, 2015/16
- Beker van Zwitserland

2002/03, 2011/12